# Laura Holst
Laura Cathrine Jacobsen (født Holst 29. august 1819 i Thisted, død 14. august 1911 i København) var gift med J. C. Jacobsen og mor til Carl Jacobsen. Stifter af to legater til ubemidlede kvinder. Efter J. C. Jacobsens død fortsatte hun med at bo i Hovedbygningen (nu Carlsberg Akademi) til sin død i 1911. Hun hjalp Carl med at færdiggøre Jesuskirken ved at bidrage med pengene til at opføre Campanilen (klokketårnet).

## Baggrund
Laura Cathrine Holst blev født i Thisted som datter af Helene Cathrine Steenstrup (1778-1843) fra Nandrup og købmand Lars (Lassen) Hillmann Holst (1763-1836). Som ung blev hun inviteret til at bo hos fjerne slægtninge, J.C. Jacobsens forældre i bryggerfamilien i Brolæggerstræde i indre by, København.

## Eksterne litteratur
- Possing, Birgitte m. fl. (2022) Vilje, viden og værdier, Strandberg Publishing, ISBN 9788792894212
- Carlsbergfondet, Samtale-event: Hvem var brygger J.C. Jacobsens magtfulde hustru? Arkiveret 5. oktober 2022 hos  Wayback Machine
- Carlsberg Arkiveret 19. september 2008 hos  Wayback Machine